# 명진
명진(明盡, 속명 한기중, 1950년 12월 9일~ )은 대한민국의 승려이다. 충청남도 당진군(현 당진시)에서 태어났으며 2006년부터 2010년까지 봉은사의 주지를 지냈다. 맹호부대 출신으로, 베트남 전쟁에 참전한 경력이 있다.

## 약력
- 1969년 해인사 백련암 출가
- 1974년 법주사에서 사미계 (은사 탄성스님)
- 1975년 법주사에서 구족계 (계사 혜정스님)
- 1987년 불교탄압대책위원장, 개운사 주지
- 1988년 대승불교승가회 회장
- 1994년 조계종 종단 개혁주도, 조계종 개혁회의 상임위원, 제11대 조계종 중앙총회 의원
- 1998년 ~ 2002년 조계종 중앙종회 부의장
- 1998년 ~ 2005년 봉은사 선원장
- 2006년 ~ 2010년 봉은사 주지
- 2011년 ~ 명진스님과 함께하는 수행모임 '단지불회' 회주

## 이명박 정부에 의한 불법 사찰
명진은 2021년 2월 19일, 자신이 이명박 정부 당시 국정원의 불법 사찰 대상이었다고 밝혔다. 2007년 10월, 제17대 대통령 선거가 가까워지던 시점에서 이명박 한나라당 후보의 형인 이상득 국회부의장은 자승과 함께 명진에게 찾아와 이명박이 봉은사 신도들에게 인사할 수 있도록 해달라고 부탁했으나 명진은 이를 거절했다. 이명박 정부가 출범한 이후인 2009년 9월, 청와대에서 종교쪽 업무도 담당하고 있던 박형준 당시 정무수석은 같은 달에 조계종 총무원장으로 추대된 자승을 만났고, 11월에는 좌파 주지를 정리해야 한다고 발언한 안상수 한나라당 원내대표 역시 당시 문화관광위원장이던 고흥길 한나라당 의원 및 그의 보좌관을 지낸 김영국 거사와 함께 자승과 회동을 가졌다. 2010년 2월 봉은사를 방문한 원세훈 당시 국정원장은 '명진을 봉은사에 발도 못 붙이게 해야 한다'는 말을 했다고 전해지며, 2018년 영포빌딩 압수수색 때 지하에서 무더기로 발견된 대통령 기록물들중 한 문건에는 '강남 한복판에서 막가파 행태를 하는 명진에 대한 전략적 대응을 강구하라'는 지시가 담겨져 있었다. 이를 실행에 옮긴 국정원은 명진이 벤틀리를 타고 다니고 수백억원의 재산이 있으며 여자와 두 아이들까지도 두고 있다는 루머를 퍼뜨려 명진의 명예를 실추시켰다. 봉은사는 2010년 3월 조계종 직영사찰로 전환되었는데 명진은 이것이 외압에 의해 이루어진 것이라고 폭로했으나 한나라당쪽은 이를 극구 부인했고, 다만 김영국 거사가 이동관 당시 청와대 홍보수석의 회유에도 불구하고 명진의 말이 맞다고 증언했다.

## 같이 보기
- 봉은사
- 조계사
- 자승